# Carl von Boehm-Bezing

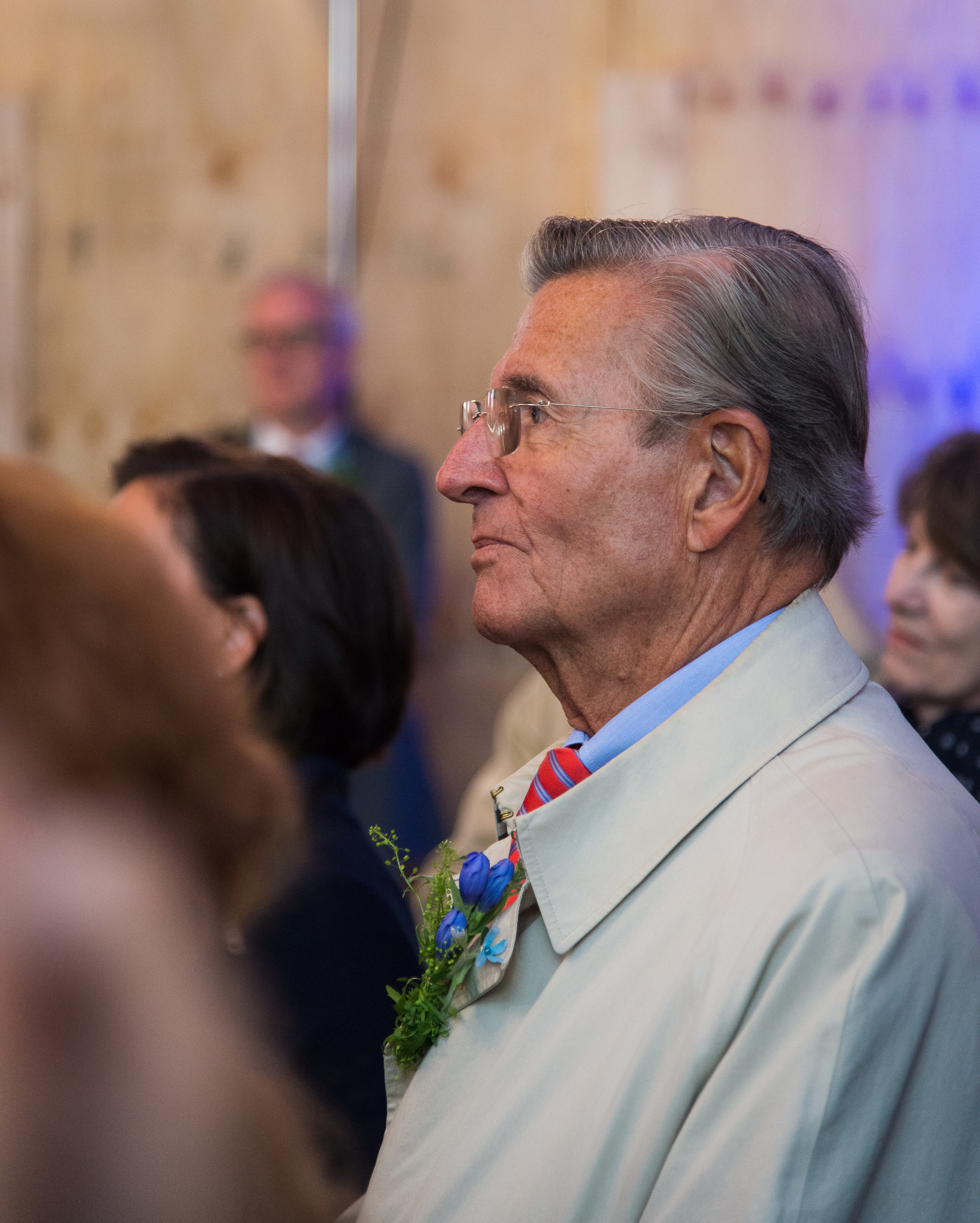
Carl Ludwig von Boehm-Bezing (2017)

Carl Ludwig von Boehm-Bezing (* 20. Mai 1940 in Breslau; † 23. Januar 2023) war ein deutscher Bankmanager.

## Leben
Die Vorfahren waren größtenteils aktive Offiziere und Gutsherren in Schlesien, der Großvater Bruno, von Beruf Kunstmaler, erhielt 1903 die preußische Genehmigung zur Führung des Namens von Boehm-Bezing. Seine Eltern waren der Journalist und vormalige Oberst der Luftwaffe a. D. Carl von Boehm-Bezing und Katharina von Watzdorf-Störmthal, Tochter eines sächsischen Kammerherrn und Amtshauptmanns. Carl von Boehm-Bezing studierte Jura und begann 1969 seine Karriere bei der Deutschen Bank. Von 1972 bis 1976 arbeitete er in der Zentrale Düsseldorf als Assistent von Vorstandssprecher Franz Heinrich Ulrich, danach war er bis 1990 Mitglied mehrerer Filialdirektionen der Deutschen Bank. Von 1990 bis 2001 war er Vorstandsmitglied der Deutschen Bank. Er war ferner Mitglied in den Aufsichtsräten von RWE, Fiat, Thyssenkrupp und Philipp Holzmann. Insbesondere für seine Tätigkeit für den ehemaligen, in finanzielle Schwierigkeiten geratenen Baustoffkonzern Philipp Holzmann erhielt Boehm-Bezing öffentliche Kritik.
Carl von Boehm-Bezing war seit 1967 mit der Diplomatentochter Andrea Jantzen verheiratet, das Ehepaar hat zwei Söhne.
Carl Ludwig von Boehm-Bezing war vielfach kulturell engagiert. So gehörte er dem Kuratorium der Gesellschaft der Freunde und Förderer des hr-Sinfonieorchesters e.V. an, war Förderer des Historischen Museums Frankfurt (innerhalb der Historisch-Archäologischen Gesellschaft Frankfurt am Main e.V.) und Vorsitzender des Verwaltungsrates des Freien Deutschen Hochstifts. Ab 2005 war er Mitglied im hr-Rundfunkrat.
2011 wurde er mit dem Verdienstorden der Bundesrepublik Deutschland (Verdienstkreuz am Bande) ausgezeichnet.
Boehm-Bezing starb am 23. Januar 2023 im Alter von 82 Jahren.